# Gloster IV
Dimensions
Le Gloster IV est un hydravion de course britannique des années 1920. Cet avion est un biplan monomoteur développé à partir du Gloster III, pour courir lors du Trophée Schneider de 1927 . L'un des avions participa à la course mais fut disqualifié. Les trois avions construits continuèrent à être utilisés comme avions d'entrainement par le High Speed Flight durant plusieurs années.

## Conception et développement
Pour l'épreuve de 1927, le Ministère de l'Air britannique changea de tactique par rapport aux années précédentes où les britanniques furent battus en 1923 et 1925 par les hydravions américains Curtiss et par le Macchi M.39 italien en 1926. Pour améliorer ces résultats, le Ministère de l'Air passa commande d'hydravions à haute performances chez 3 avionneurs : Gloster, Supermarine (S.5) et Short (Crusader) .
Le Gloster IV était un développement du Gloster III qui avait terminé deuxième lors de l'édition 1925 de la coupe. Henry Folland, le designer en chef de Gloster, redessina l'avion afin de réduire la traînée. Comme ses prédécesseurs, le Gloster IV était construit en bois avec un fuselage monocoque. Pour minimiser la traînée au niveau de la jonction aile/fuselage les ailes étaient en forme d'ailes de mouette, tandis que les radiateurs étaient positionnés à la surface des ailes et des flotteurs ,.
Trois avions furent construits, qui se différenciaient essentiellement par la taille des ailes et par la forme de la queue.

## Historique opérationnel
Les trois Gloster IV effectuèrent leurs premiers vols en juillet–août 1927. Les deux appareils à ailes courtes (IVA et IVB) furent expédiées à Venise en août 1927. Le Gloster IVB fut finalement choisi pour courir avec les deux S.5 lors de la course, le Crusader s'étant précédemment écrasé ,.
Le 26 septembre 1927, jour de la course, le Gloster IVB, piloté par le Flight Lieutenant Samuel Kinkead fut le premier avion à décoller, bouclant cinq tours avant d'abandonner. La course fut remportée par le Flight Lieutenant Sidney Webster sur un S.5. Lors de l'inspection, il fut constaté que l'arbre d'hélice du Gloster était sérieusement fissuré et se serait probablement cassé si le pilote n'avait pas abandonné.
Après la course, les Gloster IVA et IVB retournèrent au Royaume-Uni. Ils reçurent des modifications afin d'améliorer la vue du pilote en relevant l'aile supérieure et furent utilisés comme avions d'entrainement à haute vitesse. Ils furent également utilisés pour former les pilotes de la course de 1929. Le IVB s'écrasa accidentellement lors d'un amerrissage en décembre 1930. Le IVA fut de nouveau utilisé pour la formation des pilotes de la course de 1931. Le Gloster IV original fut entre-temps vendu pour être converti en un avion terrestre et utilisé dans une tentative de record de vitesse aérien qui n’eut jamais lieu.

## Versions
Gloster IVA : N° de série N222. Ailes courtes et queue modifiée. Moteur Napier Lion VIIA à entraînement direct.
Gloster IVB : N° de série N223. Ailes courtes. Moteur Napier Lion VIIB réduit.
Gloster IV : N° de série N224. Ailes longues. Moteur Napier Lion VIIA à entraînement direct produisant 900 ch.

## Opérateur

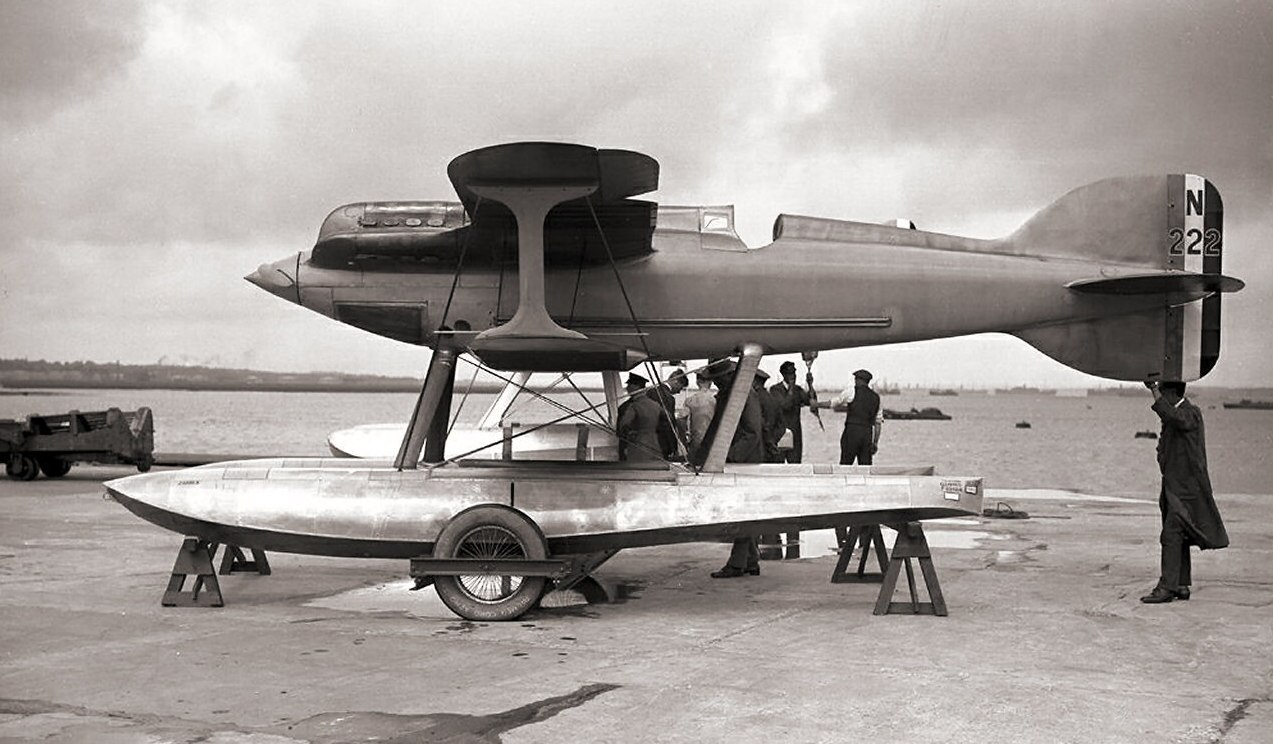
Gloster Napier IVA N222 à Calshot avant la course du trophée Schneider de 1927 (Venise)

Royaume-Uni
- Royal Air Force
  - High Speed Flight

### Développements connexes
- Gloster III
- Gloster VI

### Liste Connexe
- Avions de la Coupe Schneider